# جواو أوربانو
جواو أوربانو (بالبرتغالية: João Urbano‏) هو سائق سيارة سباق برتغالي، ولد في 30 يوليو 1985 في لشبونة في البرتغال.

## روابط خارجية
- جواو أوربانو على موقع DriverDB.com (الإنجليزية)